# 양주소방서
양주소방서(楊州消防署, Yangju Fire Station)는 경기도 양주시를 관할하는 경기도 북부소방재난본부 산하의 소방서이다.
소방서장은 소방정으로 보한다.

## 조직
| - 소방행정과 - 소방행정팀 - 장비팀 | - 재난안전과 - 예방팀 - 민원팀 | - 재난대응과 - 대응전략팀 - 구조구급팀 |

| - 소방안전특별점검단 - 화재안전조사팀 - 소방사법팀 | - 현장지휘단 - 지휘조사1·2·3팀 |

## 관할센터 및 관할구역
양주소방서는 7개의 119안전센터와 1개의 구조대를 산하에 두고 있다.
| 명칭                 | 사진 | 주소                | 관할구역           | 지역대        |
| -------------------- | ---- | ------------------- | ------------------ | ------------- |
| 백석119안전센터      |      | 백석읍 꿈나무로 156 | 백석읍             |               |
| 회천119안전센터      |      | 화합로 1272         | 회천1·2·3동        |               |
| 광적119안전센터      |      | 광적면 광적로 55    | 광적면             |               |
| 고읍119안전센터      |      | 고덕로 266          | 양주1·2동          |               |
| 남면119안전센터      |      | 남면 삼육사로 247   | 남면, 은현면       | 은현119지역대 |
| 장흥119안전센터      |      | 장흥면 일영로 794   | 장흥면             |               |
| 옥정119안전센터      |      | 옥정로8길 52        | 회천4동            |               |
| 양주소방서 119구조대 |      | 백석읍 꿈나무로 156 | 경기도 양주시 일원 |               |

## 같이 보기
- 대한민국 소방청
- 대한민국의 소방
- 소방관 계급